# Fórmula (derecho romano)
En el derecho romano se entiende por fórmula una instrucción escrita, por la cual las partes en conflicto y el magistrado nombran al juez y fijan los elementos sobre la base de los cuales este debe fundar su juicio, dándole a la vez el mandato, más o menos determinado, para la eventual condenación o absolución de una de las partes.

## Partes de la fórmula
Una fórmula consta de diferentes partes, que pueden ser de dos clases:
- partes ordinarias: intentio, demonstratio, condemnatio y adiuticatio,
- partes extraordinarias o adiectiones: exceptio, praescriptio, replicatio y duplicatio.

Una fórmula contiene usualmente alguna de las partes ordinarias, y en ocasiones alguna o varias de las extraordinarias. De entre las partes ordinarias, la única que debe existir siempre es la intentio. En cuanto a las otras:
- La intentio puede estar sola; si se pide que se declare un hecho (no hay condemnatio).
- La demonstratio será imprescindible si la condemnatio es incierta.
- La condemnatio va con intentio y, eventualmente, con demonstratio.
- La adiudicatio va con intentio y demonstratio. Puede ir con condemnatio en casos como adjudicar el fundo a una de las partes y condenar a los demás a pagar cuanto corresponda a cada uno de ellos.

## Partes ordinarias

### Intentio
Es la hipótesis afirmada por el actor (demandante) que, si se aprueba, dará lugar a la condena del reo. No puede faltar. Hay fórmulas que sólo llevan la intentio (como los prejuicios), en que no se pide condena, sino la declaración de la existencia de un hecho, tal como la calidad de libre o el monto de una dote.
La intentio puede ser:
- Cierta: cantidad determinada de dinero o de cosas fungibles, o cosa determinada. Por ejemplo, si resulta que Numerio Negidio debe a Aulo Agerio 10 000 sestercios.
- Inicierta: Cualquier otra cosa indeterminada. Por ejemplo "Todo lo que por esta causa Numerio Negidio deba dar o hacer a favor de Aulo Agerio". .

### Demonstratio
Parte en que se expresa la causa de la intentio; la causa por la cual se reclama, si la intentio es incierta. Por ejemplo "Supuesto que Aulo Agerio vendió una mesa de plata a Numerio Negidio", asunto por el cual se litiga.

### Condemnatio
Orden que se da al juez, de absolver o condenar al reo, entregándole facultades más o menos amplias al efecto. 
La condemnatio puede ser cierta o incierta, dependiendo de si la cantidad a que debe condenar está determinada en la intentio o no. Cuando la intentio es incierta, el juez debe determinar el monto de la condena, es decir, primero resuelve si absuelve o condena y, si condena, debe señalar el quantum (valor objetivo del asunto litigoso), pero en distintos momentos, puesto que el valor es esencialmente variable:
- Al momento de la comisión del delito en las acciones penales (quanti ea res fruit).
- Al momento de la litiscontestatio en las acciones personales de dar la propiedad de una cosa determinada (quanti ea res est).
- Al momento de la sentencia en las otras acciones de derecho estricto (quanti ea res erit).
- Según el arbitrio del juez sin referencia a momento determinado (tantum pecuniam).

Puede incluirse aquí la Cláusula Arbitraria(Nisi restituteur).

### Adiudicatio
Autorización que se da al juez para que atribuya a cada parte la cuota que le corresponde en la comunidad al dividirse; y la traduzca en dominio exclusivo sobre cosas que eran comunes; y para que fije la obligación de entero de cuota: Si el juez debe adjudicar una cosa indivisible, el que se queda con ella debe enterar, en dinero, su cuota al que no recibió o recibió menos de su cuota.
La adiudicatio procede en las siguientes acciones:
- Familiae erciscundae: comunidad hereditaria (división del patrimonio).
- Communi dividendo: comunidad entre vivos.
- Finium regundorum: demarcación (se fijan las líneas de los límites).

## Partes extraordinarias o adiectiones

### Exceptio
Medio de pago de defensa del sofocado, cuando este no se limita a afirmar la intentio, sino que se introducen en la fórmula hechos que, si se prueban, conducen a su absolución. Se clasifican en:
- Perentorias o perpetuas: Se pueden hacer valer en cualquier época, para evitar la condena. Por ejemplo "...si en este asunto nada fue hecho ni se hace por dolo malo de Aulo Agerio".
- Dilatorias o temporales: Permiten evitar temporalmente la condena. Por ejemplo "...si entre Numerio Negidio y Aulo Agerio no se hubiera pactado que no sería pedida tal cantidad antes de las calendas de Marzo".

### Praescriptio
("escrito antes")
Parte de la fórmula que se antepone a la misma para determinar o limitar su contenido o para evitar un juicio inconducente (que no conduzca a nada). Se clasifican en:
- Pro parte actore
  - Para determinar o delimitar el contenido de la acción.
  - En obligaciones de tracto sucesivo (se renuevan periódicamente; por ejemplo, un contrato de arrendamiento).
  - Para evitar la consunción de la acción (para que no se consume).
  - Cuando de un mismo acto emanan obligaciones exigibles en diversas épocas.
- Pro parte reo: Excepciones que el demandado hace valer, pero que se ponen encabezando la fórmula, para que se discutan primero, porque si se aprueban, el resto del juicio carece de sentido.

"por medio de esta se circunscribía el proceso a determinados límites de tiempo o se enunciaba una cuestión que debía ser examinada previamente a esto también se le llama PRAESCRIPTIO LONGI TEMPORIS" prescripción por el transcurso del proceso

### Replicatio
Hechos que introduce el demandante en la fórmula, para desvirtuar los que se han incluido en la exceptio y, si se prueban, obtener la condenación del demandado.

### Duplicatio
Hechos que introduce el demandado en la fórmula, para desvirtuar aquellos que introdujo el demandante en la replicatio y que, si se prueban, conducen a la absolución. Estas introducciones de hechos podían darse infinitamente, pero los casos más largos llegaron a la sextuplicacio.
- Datos: Q1126611